# Гетто в Пуховичах (Минская область)
Гетто в Пу́ховичах (лето 1941 — 22 сентября 1941) — еврейское гетто, место принудительного переселения евреев деревни Пуховичи Пуховичского района Минской области и близлежащих населённых пунктов в процессе преследования и уничтожения евреев во время оккупации территории Белоруссии войсками нацистской Германии в период Второй мировой войны.

## Оккупация Пуховичей и создание гетто

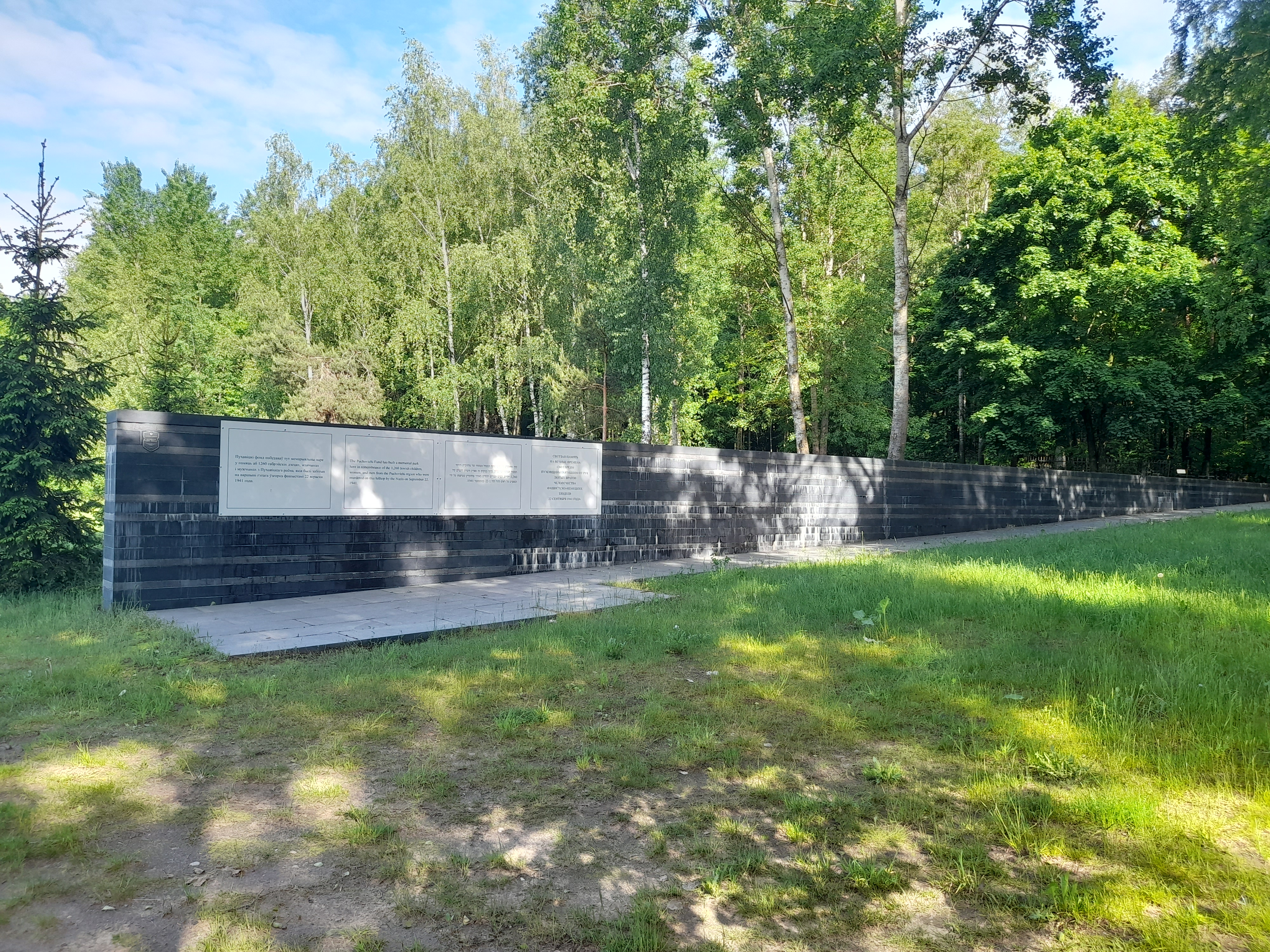
Мемориальный комплекс в Блони на месте убийства

Деревня Пуховичи была захвачена немецкими войсками в июне 1941 года, и оккупация продлилась почти три года — до 27 июня 1944 года. Сразу же была создана вспомогательная полиция из местных коллаборационистов под командованием Александра Гончарика.
После оккупации евреев перерегистрировали и приказали носить на верхней одежде спереди и сзади желтые нашивки.
Немцы очень серьёзно относились к возможности еврейского сопротивления, и поэтому в большинстве случаев в первую очередь убивали в гетто или ещё до его создания евреев-мужчин в возрасте от 15 до 50 лет — несмотря на экономическую нецелесообразность, так как это были самые трудоспособные узники. По этой причине во второй половине августа (в конце июля — начале августа) 1941 года в Пуховичи прибыл карательный отряд, который по приказу начальника районной управы Дербана при участии полиции отобрал более 90 евреев. Этих людей после избиений и издевательств вывезли на грузовиках за еврейское кладбище в Пуховичах — в урочище Попова Горка, где заставили выкопать себе могилы и расстреляли. Вместе с евреями были убиты и две русские женщины, которые работали в сельсовете.
Летом 1941 года немцы, реализуя нацистскую программу уничтожения евреев, организовали в местечке первое гетто так называемого открытого типа — и до сентября 1941 года евреи оставались жить в своих домах. В начале сентября 1941 года всех евреев Пуховичей согнали во двор военной казармы и соврали, что их отправят в Палестину. После этого в какой-то мере успокоенных людей разместили в здании бывшего почтового санатория. Так в Пуховичах было создано второе гетто уже закрытого типа.

## Уничтожение гетто
Во второй половине сентября 1941 года в Пуховичи из Минска приехал отряд из 20 жандармов и 27 солдат из полиции общественной безопасности во главе, во главе с вахмистром жандармерии Бруно Миттманном для подготовки ликвидации гетто. Ответственным за проведение «акции» (таким эвфемизмом нацисты называли организованные ими массовые убийства) был назначен бригаденфюрер СС Циммер и лейтенант жандармерии Карл Калла. Местом казни немцы выбрали урочище Попова Горка рядом с деревней Блонь
22 (по другим данным 28) сентября 1941 года в Пуховичи прибыли 60 карателей. Гетто было окружено, евреям приказали надеть лучшую одежду и взять с собой самые ценные вещи, и узников стали выгонять на плац перед казармой. Непосредственно этой операцией командовали начальник полиции Пуховичей Гончарик, Александр Маевский, Федор Майко и другие полицейские.
Когда обреченных людей выстроили в колонну, их погнали к месту расстрела. В деревне Блонь евреев заставили раздеваться в помещении свинарника, а потом подниматься на Попову Горку группами по 10 человек. Возле ямы людей ставили в ряд и расстреливали из автоматов.
Во второй половине этого же дня к этому месту на 9 автомашинах привезли и евреев из Марьиной Горки, которых также расстреляли. Детей просто бросали в яму и потом закопали живыми. Некоторых женщин перед смертью насиловали. Чтобы местные жители не слышали звуки стрельбы, которая продолжалась целый день, немцы пытались заглушать шум работающими тракторами. Тела убитых, по данным комиссии ЧГК, лежали в яме в десять рядов.
В тот день погибли 1260 евреев из Пуховичей и Марьиной Горки (700 жителей Марьиной Горки и 500 жителей Пухович, 900, 1300, 1037 человек).

## Память
В 1947 (1960) году родственники убитых пуховичских евреев установили на Поповой Горке памятник с надписью на идише и русском языках. Обе расстрельные ямы они перекрыли тяжелыми бетонными плитами, чтобы не дать мародерам возможность раскопать братские могилы в поисках мифического «еврейского золота».
После войны удалось установить имена 70 жертв геноцида евреев в Пуховичах. Затем стали известны ещё несколько имен — но всё равно только малая часть из всех погибших.
Вскоре после войны у братской могилы на Поповой Горке возникло новое нелегальное еврейское кладбище, потому что выжившие пуховичские евреи завещали своим детям похоронить их рядом с убитыми родственниками. Но в середине 1960-х годов сельсовет запретил евреям хоронить родных на этом месте
В 2017 году на средства благотворительного фонда Лазаруса обветшавший памятник был заменен на новый гранитный монумент с надписью на трех языках: белорусском, английском и иврите. Вскоре после этого в администрацию Пуховичей и Пуховичского района обратились из США члены общины евреев-выходцев из Пуховичей, которые в 1962 году установили своим убитым землякам символический памятник в Нью-Йорке. Они сообщили, что собрали достаточно денег для создания на Поповой Горке «Мемориального парка „Пуховичи“». Фонд Лазаруса поддержал такую масштабную идею и согласился на перенос в центр Пуховичей уже установленного на Поповой Горке монумента. Однако работа по возведению мемориального парка была остановлена и на начало 2020 года остается незавершенной.